# Xavier Benguerel
Xavier Benguerel (født 9. februar 1931 i Barcelona, Spanien - død 10. august 2017) var en spansk komponist.
Benguerel studerede komposition privat hos Cristóbal Taltabull, og var selvlært resten af vejen som komponist. Han har skrevet 4 symfonier, orkesterværker, kammermusik, instrumentalværker, korværker, vokalmusik, scenemusik etc.
Benguerel var en stor del af den katalanske musikbevægelse i Spanien. Han komponerede i en seriel stil, og var inspireret af Bela Bartok, Igor Stravinskij og den anden Wienerskoles tonesprog.

## Udvalgte værker
- Symfoni nr. 1 "Kontinuerlig Symfoni" (1962) - for orkester
- Symfoni nr. 2 "Symfoni for en festival" (1966) - for orkester
- Symfoni nr. 3 "Symfoni for et lille orkester" (1966) - for orkester
- Symfoni nr. 4 "Symfoni for et stort orkester" (1968) - for stort orkester